# Gunnar Granlund
Gunnar Granlund är en svensk före detta ishockeymålvakt.
Granlund representerade Göteborgsklubbarna BK Bäcken (1961/1962–1963/1964 och 1970/1971–1972/1973), Gais (1964/1965–1967/1968) och Sågdalens SK (1968/1969–1969/1970. 1965 tilldelades han Hedersmakrillen som Gais främste ishockeyspelare.